# Bundesstraße 199
Pour les articles homonymes, voir B199 et Route 199.
La Bundesstraße 199 est le nom de deux Bundesstraßen, l'une dans le Land de Schleswig-Holstein, l'autre dans le Land de Mecklembourg-Poméranie-Occidentale. En Schleswig-Holstein, la route relie Kappeln à Niebüll en Frise du Nord. Cette liaison passe par la ville de Flensbourg. En Mecklembourg-Poméranie-Occidentale, elle passe par Anklam.

## Schleswig-Holstein
La Bundesstraße 199 dans le Schleswig-Holstein traverse le nord du Land et relie Kappeln par Flensbourg et Schafflund à Klixbüll près de Niebüll, traverse le paysage vallonné d'Angeln et offre une vue sur la mer Baltique. Au sud-ouest de Flensbourg, où elle croise l'A 7 et la B 200, la B 199 traverse le Geest pour finir dans les marais maritimes sur la côte de la mer du Nord. Cette section de la route est particulièrement fréquentée, car elle offre une connexion de l'A 7 au Sylt-Shuttle.
Entre Kappeln et Flensbourg, elle porte le nom de Nordstraße. Cette section est ouverte en 1954. La construction dure deux ans et demi et coûte 22 millions de DM. La route remplace le parcours de plus de 40 km de la Flensburger Kreisbahn.

## Mecklembourg-Poméranie-Occidentale
La Bundesstraße 199 dans le Mecklembourg-Poméranie-Occidentale commence au carrefour de Klempenow et après un kilomètre, croise la Bundesautobahn 20. Après le Peene-Südkanal et Postlow, la route traverse Anklam, où elle finit dans un croisement avec la B 110.
Dans le cadre de la nouvelle construction de la Bundesautobahn 20, la jonction d'Anklam (numéro 29) est construite sur la Bundesstraße 199. Elle est déplacée à l'ouest de Breest sur une route plus au nord. Avec le nivellement de la Bundesstraße 96 au nord de Neubrandenbourg, l'extrémité ouest de la Bundesstraße 199 est déplacée de l'intersection avec l'ancienne Bundesstraße 96 à la jonction d'autoroute à Anklam.

## Source
- (de) Cet article est partiellement ou en totalité issu de l’article de Wikipédia en allemand intitulé « Bundesstraße 199 » (voir la liste des auteurs).

1. ↑  (de) « Die Bundes- und Reichsstraßen in Deutschland - Nr. 166 bis 327 » [archive du 18 février 2009], sur home.arcor.de (consulté le 16 juillet 2025)